# Curva

Elipse

Una curva algebraica: el Folium de Descartes
x^{3} + y^{3} − 3axy = 0, a = 1

En matemática (inicialmente estudiado en geometría elemental y, de forma más rigurosa, en geometría diferencial), la curva (o línea curva) es una línea continua de una dimensión, que varía de dirección paulatinamente. Ejemplos sencillos de curvas cerradas simples son la elipse, la circunferencia, el óvalo o la cicloide; ejemplos de curvas abiertas, la parábola, la hipérbola y la catenaria y una infinidad de curvas estudiadas en la geometría analítica plana. La recta asume el caso límite de una circunferencia de radio de curvatura infinito y de curvatura 0. Además, una recta es la imagen homeomorfa de un intervalo abierto. Todas las curvas tienen dimensión topológica igual a 1. La noción de curva, conjuntamente con la de superficie, es uno de los objetos primordiales de la geometría diferencial, ciertamente con profusa aplicación de las herramientas del cálculo diferencial.

## Historia y definiciones
| Año            | Acontecimiento                                                                                            |
| -------------- | --- |
| 300 a. C.      | Euclides define las secciones cónicas                                                                     |
| 250 a. C.      | Arquímedes investiga las curvas espirales.                                                                |
| 225 a. C.      | Apolonio de Perge publica Cónicas.                                                                        |
| 1704           | Isaac Newton clasifica las curvas cúbicas.                                                                |
| 1890           | Giuseppe Peano aplicando la definición de Jordán, demuestra que un cuadrado relleno también es una curva. |
| Década de 1920 | Pável Urysón y Karl Menger definen el concepto de curva a partir de la topología.                         |

Camille Jordan (1838-1922) propuso una teoría sobre las curvas basada en la definición de una curva en términos de puntos variables (ver teorema de la curva de Jordan). En geometría, una curva en el n-espacio euclidiano es un conjunto {\displaystyle {\mathcal {C}}\subset \mathbb {R} ^{n}} que es la imagen de un intervalo Ι abierto bajo una aplicación continua {\displaystyle \mathbf {x} \colon \mathrm {I} \to \mathbb {R} ^{n}}, es decir:

{\displaystyle {\mathcal {C}}=\{\mathbf {x} (t)\in \mathbb {R} ^{n}\colon t\in \mathrm {I} \}}

donde suele decirse que ({\displaystyle \mathbf {x} ,\mathrm {I} }) es una representación paramétrica o parametrización de {\displaystyle {\mathcal {C}}}.
Curva, en el plano o en el espacio tridimensional, es la imagen de un camino γ, que se considera con derivada continua a trozos en el intervalo de definición .

## Métodos de expresión de una curva plana
En coordenadas cartesianas
1. En forma implícita… {\displaystyle F(x,y)=0} Ejemplo {\displaystyle {\sqrt {x^{2}+y^{2}}}=e^{xy}}
2. En forma explícita… {\displaystyle y=f(x)}. Ejemplo: {\displaystyle y={\frac {3x^{2}+5x-7}{x^{2}}}} función racional.
3. En forma paramétrica .. . {\displaystyle x=x(t),y=y(t)} Ejemplo: {\displaystyle x=a\cdot lnt,y={\frac {a}{2}}(2t+{\frac {3}{t+1}})} paramétro : t.

En coordenadas polares
{\displaystyle \rho =f(\phi )}… Ejemplo: {\displaystyle \rho =a\cdot \phi }. Espiral de Arquímedes

### Curva elemental
Un conjunto {\displaystyle \mathbb {\gamma } } de puntos del espacio se denominará curva elemental si es la imagen obtenida en el espacio por una aplicación topológica de un segmento abierto de recta.
Sea γ una curva elemental y sea a < t < b el segmento abierto del que se obtiene la aplicación f de la curva correspondiente al punto t del segmento. El sistema de igualdades 

{\displaystyle x=f_{1}(t),y=f_{2}(t),z=f_{3}(t)}

constituyen ecuaciones de la curva {\displaystyle \mathbb {\gamma } } en forma paramétrica.

### Curva simple
La curva, según esta definición, pueden ser muy intrincadas, de muy diverso tipo. Con el objetivo de evitar auto intersecciones, puntos singulares y a los extremos, se define el concepto de curva simple como aquella curva tal que para todo punto p existe un Ω entorno abierto de p para el cual {\displaystyle \Omega \cap {\mathcal {C}}} admite una representación de clase {\displaystyle C^{k}} con {\displaystyle k\geq 1}.
La definición de Jordan ha sido cuestionada a partir del descubrimiento del italiano Giuseppe Peano. Este matemático demostró en 1890 que un cuadrado relleno entra dentro de la definición de Jordan, pues logró representar todos los puntos del mismo utilizando dicha definición: trazó todos los puntos del cuadrado con una única curva. Pero es claro que un cuadrado no es, en el sentido convencional del término, una curva. Debido a ello, y al descubrimiento posterir de otros casos similares a los de Peano, se ha planteado la necesidad de mejorar la definición de la definición de lo que es, matemáticamente, una curva.
Un conjunto {\displaystyle \mathbb {\delta } } de puntos del espacio se denominara curva simple si es conjunto conexo y si para todo punto {\displaystyle W} del mismo existe un entorno tal que la parte de {\displaystyle \mathbb {\delta } }, comprendida en él, forma una curva elemental.

### Curva plana

En un sistema de coordenadas cartesianas se han representado las curvas de algunas raíces, así como de sus potencias, en el intervalo [0,1]. La diagonal, de ecuación y = x, es eje de simetría entre cada curva y la curva de su inversa.

Una curva plana es aquella que reside en un solo plano y puede ser abierta o cerrada. La representación gráfica de una función real de una variable real es una curva plana.

### Curva diferenciable
Una curva se llama diferenciable cuando la función {\displaystyle \mathbf {x} \colon [a,b]\subset \mathrm {I} \to \mathbb {R} ^{n}} es diferenciable. Si además la función anterior es inyectiva en el intervalo {\displaystyle (a,b)\,} entonces la curva admite un vector tangente único en cada punto y es rectificable (lo cual significa que su longitud de arco está bien definida y es posible calcular su longitud. La curva {\displaystyle \mathbf {x} \colon [0,\infty )\to \mathbb {R} ^{n}} :

{\displaystyle \mathbf {x} (t)={\begin{cases}(t,t\sin \left({\frac {1}{t}}\right))&t>0\\(0,0)&t=0\end{cases}}}

es continua pero no diferenciable, por lo que su longitud entre el punto (0,0) y cualquier otro punto de la misma no puede calcularse.

### Curva cerrada
Una curva diferenciable es cerrada cuando {\displaystyle \mathbf {x} \colon [a,b]\to \mathbb {R} ^{n}} cuando {\displaystyle \mathbf {x} (a)=\mathbf {x} (b)}. Si además, la función {\displaystyle \mathbf {x} } es inyectiva en el intervalo {\displaystyle (a,b)\,} entonces se dice que la curva es una curva cerrada simple. Una curva cerrada simple es homeomorfa al círculo {\displaystyle S^{1}}, es decir, tiene la misma topología de un anillo. La curva {\displaystyle \mathbf {x} \colon [0,1]\to \mathbb {R} ^{n}} dada por:

{\displaystyle \mathbf {x} (t)=(a\cos(2\pi t),b\sin(2\pi t))}

es una curva diferenciable cerrada, de hecho dicha curva resulta ser una elipse de semiejes a y b.
Se llama curva cerrada a aquella curva simple homeomorfa con una circunferencia. Se llama entorno de un punto W de una curva simple δ la parte común de la curva δ y un entorno espacial del punto W. Por tanto , todo punto de una curva simple posee un entorno que conforma una curva elemental.

### Curva suave

Cicloide

Se le llama curva suave a la curva que no posee puntos angulosos. Un ejemplo puede ser el círculo, la elipse, la parábola, etc. Una curva que no es suave puede ser, por ejemplo, una cicloide.
Formalmente, dada una curva C representada por la ecuación paramétrica:
{\displaystyle {\begin{cases}x=f(t)\\y=g(t)\end{cases}}}
en un intervalo I cualquiera, es suave si sus derivadas son continuas en el intervalo I y no son simultáneamente nulas, excepto posiblemente en los puntos terminales del intervalo.

#### Suave por partes
Una curva C es suave por partes si es suave en todo intervalo de alguna partición de I, es decir que el intervalo puede dividirse en un número finito de subintervalos, en cada uno de los cuales C es suave.

## Geometría diferencial de curvas en R3

Vista esquemática del vector tangente (azul), vector normal (verde) y vector binormal (rojo) de una curva hélice

La geometría diferencial de curvas propone definiciones y métodos para analizar curvas simples en el espacio euclídeo tridimensional o, más generalmente, curvas contenidas en variedades de Riemann. En particular, en el espacio euclídeo tridimensional {\displaystyle \mathbb {R} ^{3}}, una curva de la que se conoce un punto de paso y el vector tangente en dicho punto, queda totalmente descrita por su curvatura y torsión. Esta curvatura y torsión pueden estudiarse mediante el llamado triedro de Frênet-Serret, que se explica a continuación.

### Vectores tangente, normal y binormal

Triedro de Frenet-Serret. Hélice alrededor de un toro

Dada una curva parametrizada r(t) según un parámetro cualquiera t se define el llamado vector tangente, binormal y normal como:

{\displaystyle \mathbf {t} (t)={\frac {\mathbf {r} '(t)}{\left\Vert \mathbf {r} '(t)\right\|}}}
{\displaystyle \mathbf {b} (t)={\frac {\mathbf {r} '(t)\times \mathbf {r} ''(t)}{\left\Vert \mathbf {r} '(t)\times \mathbf {r} ''(t)\right\|}}}
{\displaystyle \mathbf {n} (t)=\mathbf {b} (t)\times \mathbf {t} (t)}

Estos tres vectores son unitarios y perpendiculares entre sí, juntos configuran un sistema de referencia móvil conocido como triedro de Frênet-Serret. Es interesante que para una partícula física desplazándose en el espacio, el vector tangente es paralelo a la velocidad, mientras que el vector normal da el cambio dirección por unidad de tiempo de la velocidad o aceleración normal.

## Curvas no diferenciables

Porción de una curva de Koch. La extrema rugosidad que presenta hace que su dimensión fractal sea 1,261… > 1 aunque, como curva, su dimensión topológica sigue siendo 1.

Cuando la función que define la curva es diferenciable se dice que la curva es diferenciable. Una curva diferenciable tiene la propiedad de admitir una recta tangente en cada uno de sus puntos. Una curva con un número finito de puntos donde no es diferenciable es una curva diferenciable a tramos. Cuando el número de puntos no es finito puede darse el caso de una curva continua no sea rectificable en ningún punto, eso significa que la tangente no puede definirse en ningún punto. En esos casos la longitud de la curva no es un número finito y puede darse el caso que la curva tenga una longitud infinita aun cuando ocupe una región finita del espacio. La curva de Koch es un ejemplo de curva no rectificable de longitud infinita, que encierra un área finita. De hecho esta curva es un objeto fractal de dimensión fractal:

{\displaystyle D_{f}={\frac {\ln 4}{\ln 3}}\approx 1,26186\dots }